# Florida Orchestra
La Florida Orchestra è un'orchestra statunitense con sede in Florida, negli Stati Uniti. Fu fondata come la Florida Gulf Coast Symphony, quando l'Orchestra Sinfonica di San Pietroburgo e la Filarmonica di Tampa accettarono di fondersi nel 1968. L'orchestra cambiò il suo nome in Florida Orchestra nel 1984. La Florida Orchestra esegue quasi 100 concerti all'anno nell'area dell'area metropolitana di Tampa, Clearwater, and Saint Petersburg. Le serie di concerti comprendono Tampa Bay Times Masterworks, Raymond James Pops, Coffee Concerts, Rock Concerts, concerti gratuiti Pop in the Park e concerti educativi per giovani.
L'orchestra segnerà il suo cinquantesimo anniversario con la stagione 2017-2018. Tra i momenti salienti figurano i Carmina Burana di Carl Orff e Romeo e Giulietta di Čajkovskij's in coppia con West Side Story di Leonard Bernstein. Il 2018 segna il 100º anniversario della nascita di Bernstein.

## Storia
La storia della Florida Orchestra è intrisa di tradizione orchestrale da entrambi i lati di Tampa Bay. Negli anni '30, Tampa aveva già una forte orchestra per spettacoli con un'orchestra della WPA e verso la metà degli anni '40 nacque la Tampa Symphony Orchestra, anche se nel 1959 sarebbe stata ribattezzata Tampa Philharmonic. Allo stesso modo, da una parte all'altra della baia di Saint Petersburg, le orchestre comunitarie e cittadine si erano già formate tra la metà e la fine degli anni '40 e nel 1950 i membri del Carreno Music Club formarono la St. Petersburg Symphony.
Attorno al 1964 iniziarono a affiorare trattative per fondere le due orchestre. Strumentali in questi incontri furono i direttori delle due orchestre, Alfredo Antonini della Tampa Philharmonic e Thomas Briccetti della St. Petersburg Symphony. Una dichiarazione di intenti ufficiale per la fusione fu fatta il 23 novembre 1966 e quel giorno i rappresentanti della Tampa Philharmonic e della St. Petersburg Symphony viaggiarono in barca fino al centro di Tampa Bay, dove sposarono le due istituzioni in una simbolica unione e nacque la Florida Gulf Coast Symphony. Il St. Petersburg Times, ora noto come Tampa Bay Times, osservò in un articolo del 24 novembre 1966: "L'atmosfera era di orgoglio per l'intera area di Tampa Bay, non per una città piuttosto che l'altra".
La fusione divenne ufficiale due anni dopo e la Florida Gulf Coast Symphony inaugurò la sua prima stagione il 14 novembre 1968, sotto la direzione del quarantatreenne direttore musicale Irwin Hoffman, che aveva precedentemente diretto la Tampa Philharmonic. Il programma comprendeva l'Ouverture del Benvenuto Cellini di Berlioz, I pini di Roma di Respighi e la Sinfonia n. 5 op. 47 di Šostakovič. Durante quella prima stagione la Florida Gulf Coast Symphony presentò cinque concerti da novembre ad aprile, eseguendo ogni concerto tre volte.
L'orchestra continuò a esibirsi come Florida Gulf Coast Symphony fino a quando il suo nome non fu cambiato in The Florida Orchestra nel 1984.
Leonard Stone fu Presidente dal 2000 al 2007 e fu sostituito da Michael Pastreich dal 2007 al 2018. Mark Cantrell fu nominato CEO nel 2019.

## Direttori musicali
- Irwin Hoffman (1968–1987)
- Jahja Ling (1988–2002)
- Stefan Sanderling (2003–2012)
- Michael Francis (2015-in carica)

Il primo direttore musicale dell'orchestra fu Irwin Hoffman, dal 1968 al 1987. Durante la stagione 1988-89 Jahja Ling fece il suo debutto come direttore musicale con grandi consensi della critica. Ling portò l'orchestra sotto i riflettori internazionali dirigendola nell'esecuzione dello Star-Spangled Banner con Whitney Houston al Super Bowl XXV, davanti a un pubblico mondiale di 750 milioni di ascoltatori. La Florida Orchestra fece la storia della musica come la prima orchestra sinfonica ad essere mai stata invitata ad esibirsi in un Super Bowl. La stagione 2001-02 segnò l'ultima stagione di Jahja Ling come direttore musicale della Florida Orchestra e, nel maggio 2002, Stefan Sanderling fu nominato direttore musicale. Nell'estate del 2012 è furono annunciate le dimissioni di Sanderling dalla Florida Orchestra. Il suo contratto era destinato a durare fino alla stagione 2013-2014 e a quella data era previsto che concludesse il suo mandato. Ci furono segnalazioni di un conflitto tra Sanderling e la direzione dell'orchestra come fattori responsabili della sua partenza. In ogni modo, nel giugno 2012, l'orchestra annunciò la rapida conclusione del mandato di Sanderling con l'Orchestra dopo la stagione 2011-2012, momento in cui ha assunse il titolo di direttore d'orchestra emerito e consigliere artistico dell'orchestra.
Negli anni passati l'orchestra aveva avuto come direttore principale della musica pop Skitch Henderson (1987-2000) e Richard Kaufman (2004-2009). Nel giugno 2012 l'orchestra nominò Jeff Tyzik suo nuovo direttore d'orchestra principale per la musica pop, a valere dalla stagione 2012-2013, con un contratto iniziale di tre anni. Sempre nel giugno 2012 l'orchestra nominò Stuart Malina come direttore ospite principale, con effetto dalla stagione 2012-2013.
Nel giugno 2014 l'orchestra annunciò la nomina di Michael Francis come nuovo direttore musicale a partire dalla stagione 2015-2016, in qualità di direttore musicale designato per la stagione 2014-2015. Nominato come parte di un contratto iniziale di tre anni, i suoi compiti prevedono di essere il direttore principale e di provvedere a dirigere la programmazione artistica dei concerti e le relative decisioni.
Anche se il suo ruolo principale è con la serie Times Masterworks di Tampa Bay, deve tenere anche un concerto ogni stagione per la Raymond James Pops e la serie di Coffee Concert al mattino.

## Sale da concerto
Le tre sedi principali sono:
- David A. Straz, Jr. Center For The Performing Arts, Tampa
- Mahaffey Theater, Saint Petersburg
- Ruth Eckerd Hall, Clearwater

Alcuni, ma non tutti, i concerti vengono eseguiti in tutte e trele sedi principali. Una serie di concerti da camera si tiene presso il Museo afroamericano Dr. Carter G. Woodson. Alcuni concerti vengono eseguiti in altri luoghi.

## Iniziativa di accessibilità
Nell'autunno del 2011 la Florida Orchestra annunciò la sua Accessibility Initiative, che effettivamente ridusse i prezzi dei biglietti di tutti i suoi concerti Masterworks e Pops. Grazie a questa iniziativa, così come alla programmazione della stagione 2011-2012, l'orchestra vide una crescita marcata degli abbonamenti e dei biglietti singoli, con un aumento combinato della frequenza retribuita del 15%.

## Partnership con il Tampa Bay Lightning
L'orchestra ha collaborato con la squadra locale di hockey NHL, i Tampa Bay Lightning, per produrre la nuova canzone a tema della squadra, Be the Thunder. L'inno, composto da Gregory Smith, fu accompagnato da riprese video della Lightning and The Florida Orchestra quando la squadra di hockey andava sul ghiaccio ad ogni partita casalinga al Tampa Bay Times Forum durante la stagione 2011-2012. Oltre alla nuova canzone di Lightning, l'orchestra ha lavorato con la squadra di hockey per creare una varietà di concerti per giovani e per bambini nelle contee di Pinellas e Hillsborough durante l'anno scolastico 2011-2012. Con i musicisti della TFO, i musicisti Lightning e persino la mascotte Lightning Thunderbug come direttore d'orchestra, i concerti dei giovani si sono concentrati su come il lavoro di squadra è legato sia all'hockey che alla musica.

## Scambio culturale con Cuba
Sempre nel 2011 l'orchestra lanciò uno scambio culturale pluriennale con Cuba. Dopo diversi mesi di comunicazioni con l'Istituto Musicale Cuba de L'Avana (Instituto de Música de La Habana), il Florida Orchestra Wind Quintet si esibì all'Avana alla fine di settembre 2011, la prima volta dal 1999 che un'orchestra americana professionista aveva inviato musicisti a Cuba e solo la seconda volta dalla rivoluzione del 1959. Lo scambio culturale proseguì nel novembre 2012, quando la Florida Orchestra presentò la National Symphony Orchestra di Cuba come parte di una residenza della zona di Tampa Bay che comprendeva musica da camera, un concerto per orchestra e corsi di perfezionamento. Nel maggio 2013 il primo violino Jeffrey Multer si esibì come solista con la National Symphony Orchestra of Cuba mentre era a L'Avana.

## Registrazioni
L'orchestra ha pubblicato il suo CD sull'etichetta Naxos nell'autunno del 2012 con musiche del compositore classico Frederick Delius. La registrazione include The Florida Orchestra, The Master Chorale di Tampa Bay e il baritono Leon Williams in una esecuzione di Sea Drift e Appalachia di Delius. Nel 2014 l'orchestra ha pubblicato un altro CD, Holiday Pops Live! sulla sua etichetta TFO Live!

## Trattative contrattuali
Nel 2003, i musicisti dell'orchestra ratificarono un contratto che tagliava la loro paga del 16%, dopo che la stagione precedente aveva riportato un deficit fiscale. C'era anche un piano per aumentare la dotazione dell'orchestra da $ 8 milioni a $ 25 milioni. Tuttavia l'annuncio programmato della campagna di raccolta fondi non si verificò all'inizio del 2004. Come risultato uscirono sette musicisti dell'orchestra. Nel novembre 2006 l'orchestra registrò un deficit di $ 676,615 per l'anno fiscale 2006. Ha firmato il suo contratto più recente nel giugno 2012, con uno stipendio base di $ 29.034 (per 25 settimane di lavoro) che è previsto in aumento a $ 32.000 per 271⁄2 settimane nella stagione 2014-2015.